# Large Igneous Provinces
As Large Igneous Provinces (LIPs ou Grandes Províncias Ígneas, em português) são áreas com um grande acúmulo de rochas ígneas, sejam elas intrusivas ou extrusivas. Comumente estão associadas às plumas mantélicas ou aos limites de placas tectônicas. Frequentemente o surgimento de uma LIP está associada aos episódios de extinção em massa e mudanças climáticas relevantes no planeta. As LIPs são diferentes de vulcões ativos ou de sistemas vulcânicos.

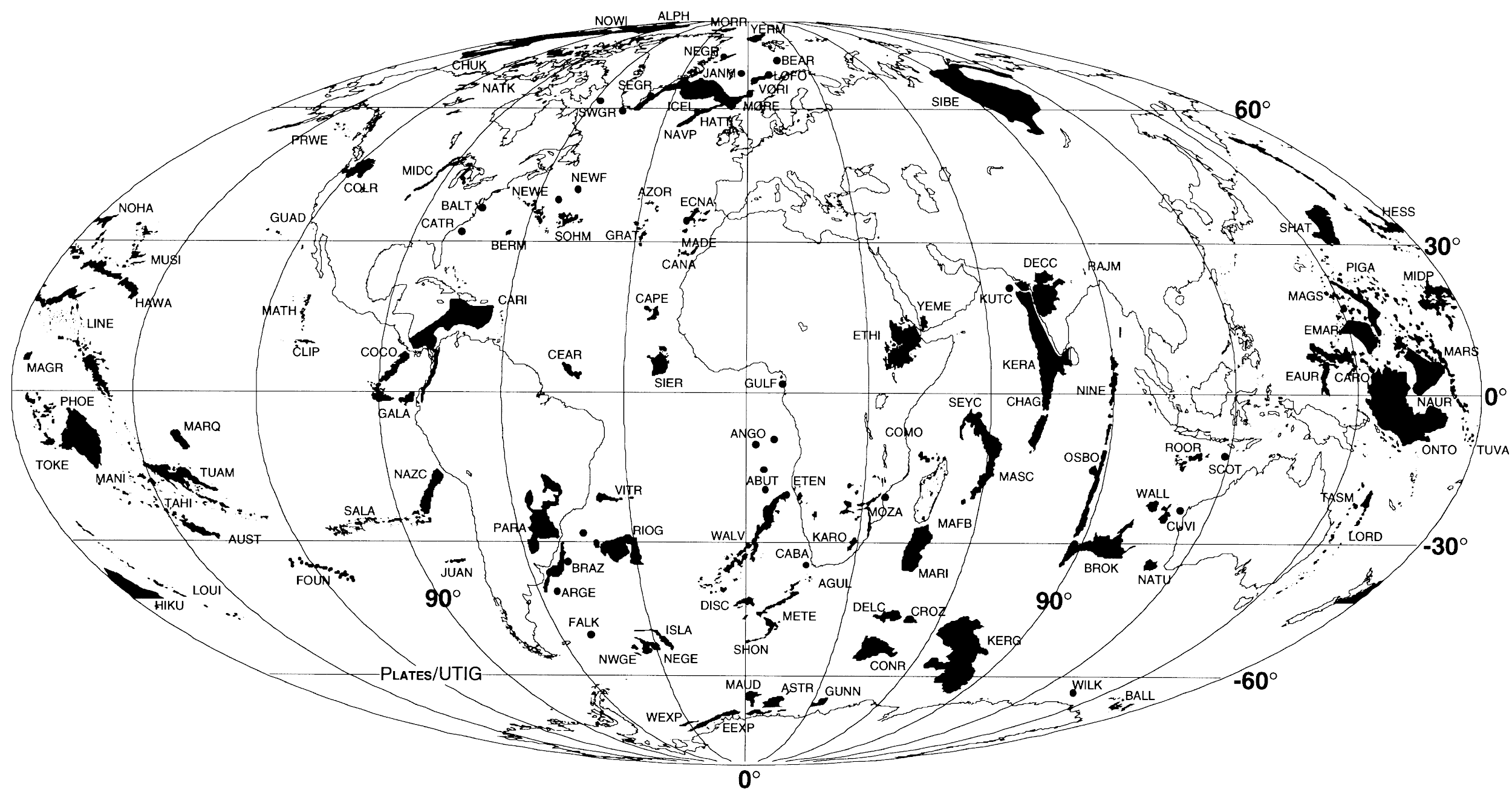
Distribuição global das principais LIPS - Modificada por Condie (2005) de Coffin & Eldholm (1994)

## Definição
O termo “Large Igneous Province” (LIP - Grande Província Ígnea em português) foi introduzido e proposto pelo geofísico marinho Mike Coffin e geólogo Olaf Eldholm no início da década de 1990 e designava o posicionamento crustal maciço de rocha extrusiva e intrusiva predominantemente de composição máfica (rica em Fe e Mg) que se originaram através de processo distintos ao do espalhamento do assoalho oceânico dito como “normal”. Nesta definição se inclui a associação aos basaltos de platô continentais e rochas intrusivas relacionadas, de margens passivas vulcânicas, de planaltos oceânicos, de cordilheiras submarinas, de grupos de montes submarinos e de bacias oceânicas. As LIPs se caracterizavam como grandes áreas (maiores ou iguais a 100.000 km²) com um magmatismo intenso em um intervalo de tempo geológico relativamente curto (de milhões de anos ou menos). Além da área, os volumes de magma também são grandes, a partir de 10 km³, o que o torna um vulcanismo excepcional - não podendo assim ser comparado aos sistemas e vulcões atuais.
Com o avanço temporal das pesquisas, a definição categórica de LIP foi naturalmente estendida. Nos primeiros trabalhos sobre LIPs, esta definição se restringia apenas aos registros geológicos das eras Mesozoica e Cenozoica. Mais tarde, os registros da era Paleozóica e dos éons Proterozóico e Arqueano foram incluídos ao conceito. Os trabalhos de revisão mais recente, como os dos geólogos Hetu Sheth (2007) e Scott Bryan e Richard Ernst (2008), tornaram conceito de LIPs mais abrangente, porém com mais acurado e simples: denominando as LIPs como “províncias intrusivas ou extrusivas de quaisquer composição e ambiente tectônicos com um mínimo de 50.000 km²”. Contudo, não existe um consenso entre os autores.
O estudo dessas grandes províncias de vida curta e alta produção magmática está ligado a:
- Questões ambientais: Diversos pesquisadores, como Michael Rampino e Richard Stothers (1998), apontam uma provável ligação das LIPs com extinções em massa e mudanças climáticas. Isto torna as LIPs eventos que são de interesse  de estudo para diversos profissionais, como biólogos, paleontólogos, vulcanólogos.
- Interesse econômico: Muitas dessas rochas são jazidas de metais preciosos como níquel, cobre e ferro. Além disso, as LIPs podem ser associadas a depósitos de ouro, prata, elementos do grupo da platina (PGE), titânio e vanádio.
O intemperismo das rochas basálticas da LIP Paraná e Etendeka resultou em um latossolo roxo que aparece na metade norte do estado do Rio Grande do Sul, nas porções ocidentais de Santa Catarina, Paraná, São Paulo, sul e sudoeste de Minas Gerais, além de todo o sul e leste de Mato Grosso do Sul destacando-se sobretudo nos últimos quatro estados por sua qualidade. Esse solo, também conhecido por terra roxa, é avermelhado e muito fértil, sendo, portanto, de grande interesse econômico por possibilitar atividade agrícola de alto rendimento.[6][7]

## Tipos
O termo LIP é muito genérico e, consequentemente, se fez necessário uma classificação hierárquica do tipos de LIPs. Não há uma classificação aceita como padrão na comunidade científicas, mas as duas mais conhecidas e utilizadas são:
- a classificação elaborada por Coffin e Eldholm, em 1994, cujas grandes divisões são em LIPs continentais e oceânicas;[1]
- e a classificação revisada e proposta pelo geólogo Hetu Sheth, em 2007, que é adotado por trabalho mais novos: LVP (Large Vulcanic Province ou Grande Província Vulcânica) para as rochas extrusivas e LPP (Large Plutonic Province ou Grande Província Plutônica) para rochas intrusivas.[4]

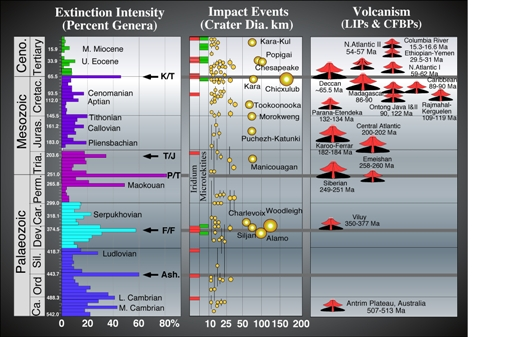
Tabela correlacionando LIPs e extinções em massa.

## Formação
Há inúmeros modelos e teorias de formação das LIPs, pois ainda não há um modelo que explique satisfatoriamente uma gênese comum para todas as LIPs existente. Muitos destes modelos concordam que grandes quantidades de energia termal são necessárias para a produção de grandes volumes de magma num período de tempo geologicamente curto. Dado que muitas LIPs são composição basáltica, elas requerem uma determinada fonte de energia proveniente do manto. Tal energia necessária pode ligeiramente menor se a origem mantélica for altamente fértil (ou seja, a composição num dado local do manto deve possui uma capacidade mais favorável de produzir melt). Sendo assim, as principais teorias tendem a relacionar a formação das LIPs às plumas mantélicas, porém há teorias que a gênese da LIPs está relacionada aos impactos meteoríticos ou à delaminação ou à processo de fusão de manto fértil sem aumento de calor ou aos modelos de borda com convecção do manto.

## Características
Em geral, as teorias e os modelos de formação de LIPs levam em consideração seis processos: magmatismo excessivo derivado do manto, domeamento e ascensão regionais, a presença de magmas de alta temperatura, ocorrência de brechas de impacto e material extraterrestre, a presença de trilha gerada por hotspots a partir da LIP e hotspot ativo atualmente.
As LIPs são compostas por lavas oriundas de mega-erupções tanto basálticas quanto félsicas ao longo da história da Terra. Elas são peculiares pelo seu grande volume de produção de magma em um período relativamente curto de tempo. As magnitudes das mega-erupções tanto basálticas quanto félsicas são semelhantes. Também não existe uma clara relação entre a composição do magma com o volume gerado. A taxa de abastecimento e a duração da erupção são os fatores que a princípio controlam o espalhamento areal assim como o volume de magmas basálticos e félsicos produzidos. O que difere esses dois tipos de magma na formação das LIPs são a frequência eruptiva, o protólito, o estilo e os mecanismos de deposição. O magma basáltico flui de maneira mais demorada (parâmetro de anos) e em menores quantidades. Já o magma félsico flui de maneira mais rápida (parâmetro de horas e dias) e em maiores quantidades. Ainda é um mistério onde exatamente na litosfera se alojam esses grandes volumes de magma, quais os fatores proporcionam esse acúmulo e quais os caminhos que eles encontram para ascender até a superfície onde entram em erupção.

## Teorias
O número de teorias e modelos para a formação de LIPs é muito grande. Isso ocorre porque provavelmente nenhum modelo se adequa a todas as LIPs, e as previsões de cada modelo não são totalmente entendidas. Mas a maioria desses modelos tem uma premissa em comum, é necessária uma grande quantidade de calor para produzir um grande volume de magma em um curto período de tempo. No caso das LIPs basálticas, é pensado que sua fonte de energia venha do manto.

### Plumas mantélicas
O geofísico W. Jason Morgan propôs a hipótese de uma pluma mantélica quente que ascende e produz hotspots (pontos quentes sob a crosta) relativamente fixos. Esse fluxo linear não sofreria influência significativa da circulação interna da Terra. Sendo por isso, hotspots são regiões de grande vulcanismo que não estão diretamente associado ao fluxo interno da Terra como entendido a partir da Teoria das Placas Tectônicas. O hotspot mais bem conhecido é o Havaí, localizado no meio da Placa do Pacífico, que exala o maior volume de lava por unidade de área que qualquer outro lugar da superfície da Terra. A pluma que alimenta esse vulcanismo deixou uma trilha de ilhas e montanhas submarinas de 6000 km de extensão. Essa trilha foi formada pelo movimento da Placa do Pacífico sobre uma pluma fixa.
Não se sabe ao certo a origem das plumas mantélicas. Alguns pesquisadores pensam que elas se originam do contato entre o manto inferior e o núcleo, ascendendo ao redor de uma região de baixa velocidade das ondas S do manto próxima a esse contato. Pensa-se que a baixa velocidade das ondas S está relacionada a um gradiente de temperatura dentro do manto, e esse gradiente de calor entre a porção aquecida do manto nas bordas dessa região e o manto em si é suficiente para ascender um grande volume de massa mantélica.
Outros pesquisadores pensam que a pluma se origina no meio do manto, a partir das bordas de regiões mais quentes, aquecidas pelo decaimento radioativo do urânio, potássio ou tório. Essa pluma ascende e passa por fusão parcial em porções mais rasas do manto superior devido à descompressão. Sabe-se pela razão pela elevada razão de 3He/4He que esse magma é de origem profunda, por ele não poder ter perdido seus gases dissolvidos para a atmosfera. Há ainda D. L. Anderson que refuta a origem de plumas mantélicas, e diz que o vulcanismo intraplaca se deve a tensões rasas que fraturam a litosfera e causam o vulcanismo de material mantélico ao longo dessas rachaduras.

### Derrames
A teoria de S. D. King e D. L. Anderson afirma que o magma de LIPs continentais foi formado devido ao gradiente térmico do manto sob os crátons e sua vizinhança. Esses autores acreditam que a astenosfera sob o cráton flui para a borda, sob uma litosfera mais fina, e funde seu material por descompressão durante a ascensão. Nesse modelo o manto não precisa ser tão quente como no modelo das plumas.

### Impacto meteorítico
Um impacto meteorítico na superfície da Terra produz não somente uma cratera, mas também, se o objeto impactante é suficiente grande, grandes volumes de lavas. Simulações computacionais sugerem que, além da fusão induzida pela colisão, uma fusão adicional por descompressão no manto quente atingido sob a cratera pode produzir volumes de fusão comparáveis às LIPs. A coincidência entre a frequência esperada de tais eventos de impacto combinada com a semelhança em volumes de magma de LIPs sugere que grandes impactos de meteoritos pode ser capaz de desencadear LIPs e hotspots.
Um exemplo de LIP que pode ter sido desencadeada por impacto meteorítico é a LIP oceânica Ontong Java Plateau (OJP), datada como do Cretáceo. A OJP é considerada por muitos pesquisadores como formada a partir de uma profunda pluma mantélica. Entretanto, no artigo “Meteorite Impacts as Triggers to Large Igneous Provinces”, de 2005, o pesquisador Adrian Jones descreve um modelo de impacto vertical de meteorito de hipervelocidade sobre uma litosfera de composição peridotítica seca usando geotermas para jovens crostas oceânicas no começo da OJP.

## Classificação
A classificação hierárquica e terminológica das LIPs mais atual e moderna aceita foi proposta pelo geólogo indiano Hetu Sheth, em 2007. No artigo denominado “‘Large Igneous Provinces (LIPs)’: Definition, recommended terminology, and a hierarchical classification”, Sheth propõe uma classificação baseada em uma definição simples de LIP, baseada nos tipos de rocha (intrusiva ou extrusiva), na composição (félsica, máfica ou bimodal) e nos ambientes tectônicos (continental, oceânico ou em ambos). Os dois grandes grupos desta classificação é baseado no caráter intrusivo e extrusivo das rochas constituintes, sendo eles:

### Large Volcanic Provinces
Large Volcanic Provinces (Grandes Províncias Vulcânicas, LVPs): são formadas por rochas extrusivas, de lavas piroclásticas, de composição sub-alcalina a alcalina. Esta divisão é subdividida em quatro tipos:
- Large Rhyolitic Provinces (Grandes Províncias Riolíticas, LRPs): são dominadas por rochas amplamente riolíticas que variam composicionalmente no intervalo riolito-riodacito-dacito-traquito, tanto na linhagem sub-alcalina quanto na linhagem alcalina.
- Large Andesitic Provinces (Grandes Províncias Andesíticas, LAPs): são compostas por rochas de composição predominantemente andesítica que não estão relacionadas a um ambiente tectônico específico (exceto os andesitos de afinidade cálcio-alcalina que geralmente estão associados a zonas de subducção).
- Large Basaltic Provinces (Grandes Províncias Basálticas, LBPs): são formadas por rochas que variam composicionalmente no intervalo andesito basáltico-basalto-picrobasalto (e as equivalentes alcalinas).
- Large Basaltic-Rhyolitic Provinces (Grandes Províncias Basálticas-Riolíticas, LBRPs): são compostas por aproximadamente por volumes iguais de lavas félsicas (riolítica) e máficas (basálticas) e com (ou quase) ausência de magma de composição intermediária. Ou seja, um LVPs bimodal.

### Large Plutonic Provinces
Large Plutonic Provinces (Grandes Províncias Plutônicas, LPPs): são formadas por rochas intrusivas, de composição félsica em ambiente continental ou de composição máfica em ambiente continental ou oceânico. As LPPs são subdivididas em três tipos:
- dominantemente félsicos (Large Granites Provinces, Grandes Províncias Graníticas, LGPs): dominadas por magmas de composição que varia no intervalo granito-granodiorito-tonalito-trondhjemito.
- dominantemente máfica em ambientes continentais, sem nome específico.
- dominantemente máfica em ambientes oceânicos, sem nome específico.

| Large Igneous Provinces (LIPs) Províncias intrusivas ou extrusivas de qualquer composição e ambiente tectônicos com um mínimo de 50.000 km² | Large Igneous Provinces (LIPs) Províncias intrusivas ou extrusivas de qualquer composição e ambiente tectônicos com um mínimo de 50.000 km²                               | Large Igneous Provinces (LIPs) Províncias intrusivas ou extrusivas de qualquer composição e ambiente tectônicos com um mínimo de 50.000 km²                                                                                                | Large Igneous Provinces (LIPs) Províncias intrusivas ou extrusivas de qualquer composição e ambiente tectônicos com um mínimo de 50.000 km²                                                                                   | Large Igneous Provinces (LIPs) Províncias intrusivas ou extrusivas de qualquer composição e ambiente tectônicos com um mínimo de 50.000 km² | Large Igneous Provinces (LIPs) Províncias intrusivas ou extrusivas de qualquer composição e ambiente tectônicos com um mínimo de 50.000 km²                               | Large Igneous Provinces (LIPs) Províncias intrusivas ou extrusivas de qualquer composição e ambiente tectônicos com um mínimo de 50.000 km² | Large Igneous Provinces (LIPs) Províncias intrusivas ou extrusivas de qualquer composição e ambiente tectônicos com um mínimo de 50.000 km² |
| --- | --- | --- | --- | --- | --- | --- | --- |
| Extrusiva (lavas: piroclástica = 100:0 a 0:100, sub-alcalina: alcalina = 100:0 a 0:100) Large Volcanic Provinces (LVPs)                     | Extrusiva (lavas: piroclástica = 100:0 a 0:100, sub-alcalina: alcalina = 100:0 a 0:100) Large Volcanic Provinces (LVPs)                                                   | Extrusiva (lavas: piroclástica = 100:0 a 0:100, sub-alcalina: alcalina = 100:0 a 0:100) Large Volcanic Provinces (LVPs) | Extrusiva (lavas: piroclástica = 100:0 a 0:100, sub-alcalina: alcalina = 100:0 a 0:100) Large Volcanic Provinces (LVPs) | Intrusiva Large Plutonic Provinces (LPPs)                                                                                                   | Intrusiva Large Plutonic Provinces (LPPs) | Intrusiva Large Plutonic Provinces (LPPs)                                                                                                   | Intrusiva Large Plutonic Provinces (LPPs)                                                                                                   |
| Dominantemente ou totalmente félsico: | Dominantemente ou totalmente andesítico: | Dominantemente ou totalmente máfico: | Dominantemente ou totalmente máfico: | Bimodal: Large Basaltic-Rhyolitic Provinces (LBRPs)                                                                                         | Dominantemente ou totalmente félsico: Large Granitic Provinces (LGPs) | Dominantemente ou totalmente máfico: | Dominantemente ou totalmente máfico: |
| Somente continental | Normalmente continental | Continental e oceânico | Continental e oceânico | Somente continental | Somente continental | Continental e oceânico | Continental e oceânico |
| LIPs silicosa: Whitsunday, Sierra Madre Ocidental, Malani                                                                                   | Arco de ilhas: Indonésia, Japão Margens continentais ativas:Andes Equatoriano-Colombiano, Andes Chileno-Peruano, Cascades, México Zonas colisão continental: Irã-Anatólia | Basaltos fluidos continental: Decão, Rajmahal, Madagáscar, Karoo, Ferrar, Sibéria, Emeishian, Rio Columbia, Paraná-Entendeca, Iêmen- Etiópia, Terciário da Norte-América, Atlântico Central (CAMP) Províncias difusas: Indochina, Mongólia | Assoalho oceânico Platôs oceânicos: Ontong Java, Islândia, Kerguelen, Shatsky Rise, Minihiki, Caribenho Cadeia de montes oceânico e ilhas oceânicas: Imperador-Havaí, Ninety East Províncias difusas:Pacífico Sul, Superswell | Snake River Plain - Oregon High Lava Plains, Dongargarh, Etiópia (em partes)                                                                | Batólito granítico orogênico/anorogênico: Tibete-Himalaia, Patagônia, Batólito Costeiro do Peru-Chile, Coast Range Batholith NW USA Maciço charnokítico: Índia Meridional | Intrusões máficas acamadadas:Bushveld Aquecimento de diques gigantes: Mackensie, Mar Vermelho, CAMP Maciço anortosítico: tamanho permitido  | Porções mais profundos de platôs oceânicos                                                                                                  |

### Exemplos de localização deLIPs
Large Vulcanic Provinces (LVPs, Grande Províncias Vulcânicas)- ou seja, houve um derrame: 
- Large Rhyolitic Provinces (LRPs, Grandes Províncias Riolíticas): Sierra Madre[14][15], Malani[15][16].
- Large Andesitic Provinces (LAPs, Grandes Províncias Andesíticas): Andes[15][17], Indonésia[15], Japão[15], margens continentais ativas, de maneira geral.
- Large Basaltic Provinces (LBPs, Grandes Províncias Basalticas): Bacia do Paraná e Etendeka[[15]; Siberian Traps[15][17],  Collumbia River[15][17].
- Large Basaltic-Rhyolitic Provinces (LBRPs, Grandes Províncias Basálticas-Riolíticas): Madagáscar[18], CIMP[15][19], Patagônia[15][20].
- Large Plutonic Provinces (LPPs, Grandes Províncias Plutônicas) - rochas plutônicas, ou seja, resfriaram em profundidade:

- dominantemente félsicos (Large Granites Provinces, LGPs - Grandes Províncias Graníticas): Malani[15][16], Andes[15].
- dominantemente máfica em ambientes continentais: Niquelândia[[15][21], Ricón Del Tigre[[15][22], MLIP[15][23].
- dominantemente máfica em ambientes oceânicos: Caribe[15][17], Ontong Java[15][17].

## Correlação com aLIPs

### Hotspots
As LIPs são responsáveis pelo derramamento de grandes volumes de magmas, principalmente de composição máfica, em curtos períodos de tempo requer uma fonte mantélica. Esta característica tem incentivado interpretações envolvendo as plumas do manto profundo, embora a existência e a importância dessas características sejam debatidas amplamente. As plumas do manto (hotspots fixos) podem formar grandes platôs oceânicos, e alguns derrames basálticos continentais também podem ser atribuídos a eles. Abaixo do Planalto da Etiópia e do Domo do Quênia (no Planalto do Leste Africano), extensivo vulcanismo e soerguimento topográfico parecem ser a consequência da astenosfera anormalmente quente. As características isotópicas da rocha vulcânica e o grande volume de máficas formada durante um curto período de tempo sugerem que uma pluma ou plumas abaixo dos soerguimentos forneceram material do manto profundo. Conforme as plumas ascendem, elas sofrem fusão por descompressão com a quantidade de fundido, dependendo da pressão ambiente. Consequentemente, uma menor fusão é esperada sob litosfera continental espessa do que sob litosfera oceânica espessa. No entanto, as fontes de magmas não são bem compreendidas e é provável que não haja um único modelo que explique todas elas.

### Extinções em massa
As LIPs, juntamente com grandes impactos de bólidos, são eventos que são atribuídos como gatilho para um evento de extinções em massa. Várias estudos compararam vários dados de episódios de extinções com vários dados de derramamentos basálticos e foram encontradas significativas correlações, apoiando uma conexão causa-efeito. Por exemplo, há uma aparente coincidência entre as erupções na Província Siberiana de fluxo de lavas basálticas de inundação e a grande extinção no fim do Permiano (há aproximadamente 250 Ma) e a quase coincidência entre a atividade na Província Basáltica do Decã (Índia) e as extinções no fim do Cretáceo.  Estas duas coincidências são das várias que sugerem que as erupções de basalto de platô podem ter contribuído significativamente a alguns eventos de extinção em massa, mas, entretanto, a correlação direta entre LIPs e extinção em massa não é totalmente verdadeira. Por exemplo, a grande Província do Paraná-Etendeka entrou em erupção há 133 Ma, no início do Cretáceo, em um período marcado por baixíssima taxas de extinção.

### Depósitos minerais associados
A formação de depósitos de minério compostos de elementos do grupo do cobre, do níquel e da platina (PGE) também pode ser associada ao magmatismo máfico e ultramáfico que resulta na formação de LIPs. Os exemplos desses tipos de depósito incluem o depósito de 250 Ma de Noril’sk, na Sibéria, que atualmente produz 70% do paládio consumido no mundo, e a instrução proterozóica Bushveld, da África do Sul, que produz grandes quantidades de platina e cromo. Os tipos de depósitos mais comuns associados às LIPs são os do tipos porfiríticos, Iron-Oxide Copper-Gold (IOCG), ortomagmáticos relacionados à kimberlitos.